# Impasse Courbaton
Impasse Courbaton, även benämnd Cul-de-sac Courbaton, är en privat återvändsgata i Quartier Saint-Germain-l'Auxerrois i Paris första arrondissement. Gatans namn är en etymologisk förvrängning av Chardeporc, som syftar på en markägare i området. Impasse Courbaton börjar vid Rue de l'Arbre-Sec 23–25.
Impasse Courbaton var tidigare belägen i Quartier de Louvre i det fjärde arrondissementet, vilket existerade från 1795 till 1860.

## Bilder
| - Saint-Germain-l'Auxerrois. - Louvren. |

## Omgivningar
- Saint-Germain-l'Auxerrois
- Louvren
- Rue Saint-Germain-l'Auxerrois
- Rue des Prêtres-Saint-Germain-l'Auxerrois
- Impasse des Provençaux
- Rue de l'Arbre-Sec
- Rue Baillet
- Rue de la Monnaie
- Place de l'École
- Fontaine de la Croix-du-Trahoir
- Rue de la Vieille-Monnaie

## Kommunikationer
- Tunnelbana – linje  – Louvre – Rivoli
- Busshållplats Louvre – Rivoli – Paris bussnät

### Webbkällor
- Lazare, Félix; Lazare, Louis (1844) (på franska). Dictionnaire administratif et historique des rues de Paris et de ses monuments. Paris: Se trouve chez Félix Lazare. sid. 165. OCLC 1171632818. https://gallica.bnf.fr/ark:/12148/bpt6k200946t/f171.image. Läst 3 oktober 2023
- Pessard, Gustave (1904) (på franska). Nouveau dictionnaire historique de Paris. Paris: Eugène Rey. sid. 44. OCLC 249622912. https://gallica.bnf.fr/ark:/12148/bpt6k939817h/f64.image. Läst 3 oktober 2023